# 결합술
結合術 라이프니츠는 알파벳 26자의 구성으로 말이 이루어지듯이 인간의 사유에도 그것을 구성하는 궁극적 요소――'인간 사유의 알파벳'이 있어야 한다고 했다. 이를 발견하고 그 모든 가능한 결합형식을 추구, 단순히 기지(旣知)의 인식 논증뿐만 아니라 미지의 인식에 이르는 방법을 결합술로, 즉 이 시도의 중심은 수(數)를 분해하여 소수(素數)를 찾아내고 그 적(積)으로서 수를 구성하듯이 개념을 분해하여 단순한 제1차적 개념을 발견하고 그 적(積)으로서 복잡한 개념을 구성하는 데 있다.